# Mulanur
Mulanur es una ciudad y nagar Panchayat situada en el distrito de Tirupur en el estado de Tamil Nadu (India). Su población es de 15223 habitantes (2011). Se encuentra a 60 km de Tirupur y a 69 km de Erode.

## Demografía
Según el censo de 2011 la población de Mulanur era de 15223 habitantes, de los cuales 7544 eran hombres y 7679 eran mujeres. Mulanur tiene una tasa media de alfabetización del 74,39%, inferior a la media estatal del 80,09%: la alfabetización masculina es del 83,76%, y la alfabetización femenina del 65,29%.